# Abdelkrim Benjelloun Touimi
Pour les articles homonymes, voir Benjelloun et Touimi.
Abdelkrim Benjelloun Touimi est né en 1911 à Fès et décédé le 26 décembre 1977 à Rabat, nationaliste, homme politique et homme d’état marocain.

## Biographie
Il fut un militant engagé pour l’Indépendance de son pays.
En 1955, il a été le premier ministre de la Justice du Maroc indépendant dans les deux gouvernements successifs Bekkaï I et  Bekkaï II puis dans celui d'Ahmed Balafrej. Il fut ensuite ministre de l'Éducation Nationale dans les gouvernements Ibrahim, Mohammed V et Hassan II 1.

## Parcours
- Abdelkrim Benjelloun-Touimi fut un nationaliste de la première heure, le jeune juge révoqué par les autorités du Protectorat dans les années 1930, le signataire du Manifeste de l'indépendance de 1944, emprisonné et exilé aux confins algéro-marocains au début des années 1950.

- Il a été président de l'Association des Barreaux du Maroc, fondateur de l'Association de soutien à la lutte du peuple palestinien qui après sa mort a longtemps laissé le poste de président vacant en hommage à son fondateur.